# Maison du Père éternel
La maison dite du Père éternel ou  du Vî Bon Dju est une maison classée située dans le centre historique de la ville de Herve en Belgique (province de Liège). C'est une des maisons les plus emblématiques de la ville de Herve.

## Localisation
Cette maison est située à Herve, au no 88 de la rue Jardon, une des plus anciennes voiries de la ville.

## Historique
La construction de cette demeure a lieu en 1701 ou en 1737. La statue du Vî Bon Dju est datée de 1562 . La maison est restaurée de 2001 à 2006 par les propriétaires actuels en essayant de rendre à la façade son aspect d'origine. Le second étage a ainsi été surbaissé. Une pompe à eau a été replacée devant la façade en 2011.

## Description

### Façade
La façade possède quatre travées et deux niveaux et demi et est bâtie en pierre calcaire équarrie. Aux allèges des quatre baies jointives du premier étage, se trouvent des panneaux calcaires aux angles coupés. La porte d'entrée située sur la travée de gauche et surmontée d’une baie d’imposte est accessible par un perron de cinq marches bordées du côté droit par un muret constitué par deux pierres de taille soutenant l’ensemble. Une porte de cave se situe sur la travée de droite.

### Lu Vî Bon Dju
Cette sculpture en bois d'homme barbu vêtu d’un habit monacal tient dans la main droite un globe terrestre surmonté d’une croix. Il est daté de 1562 et est connu dans la région comme Lu Vî Bon Dju (Le Vieux Bon Dieu en wallon) ou le Père éternel. Il se trouve au rez-de-chaussée de l'immeuble, sur la deuxième travée, dans une grande niche cintrée en pierre calcaire surmontée d'un larmier.

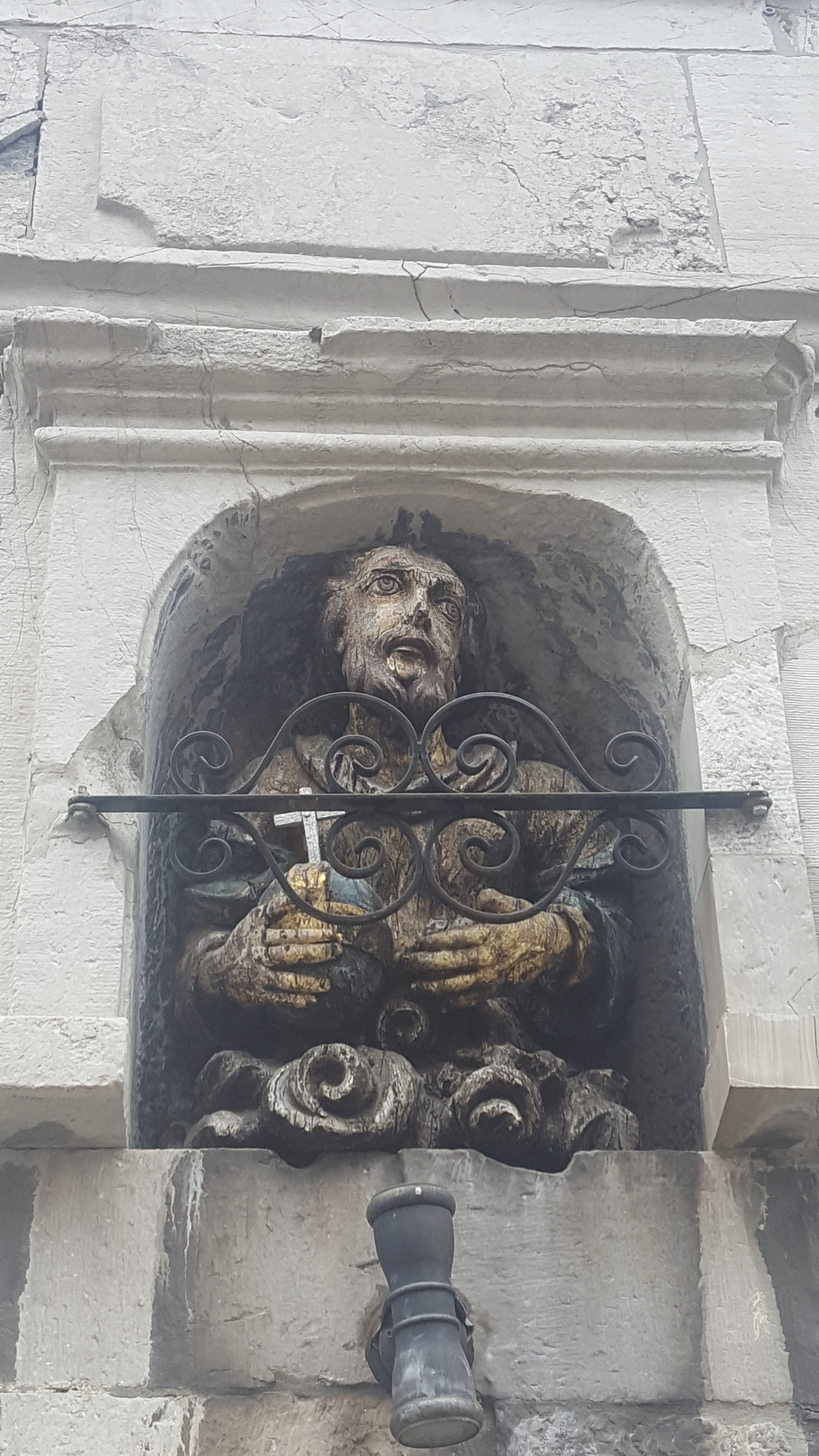
Lu Vî Bon Dju